# Ronnebyhamn
Ronnebyhamn est une localité de Suède située dans la commune de Ronneby du comté de Blekinge. Elle couvre une superficie de 1,3 km2. En 2010, elle compte 537 habitants.